# Ocupación de Bocas del Toro de 1836
La ocupación de Bocas del Toro, conocida por la historiografía costarricense como la «usurpación colombiana», fue la disputa fronteriza entre la República Federal de Centro América y la República de Nueva Granada sobre la región de Bocas del Toro, al noroeste de la actual República de Panamá en 1836. El suceso terminó con la posesión formal de la zona por la Nueva Granada, aunque permaneció como una cuestión fronteriza para Costa Rica y Colombia, y luego para Panamá en las décadas siguientes.

## Antecedentes
La región de Bocas del Toro era considerada desde la época colonial como parte de la Costa de Mosquitos, que abarcaba desde la isla Escudo de Veraguas hasta el cabo Gracias a Dios, y finalmente fue incluida en la Capitanía General de Guatemala, dependiente del Virreinato de la Nueva España, si bien por la Real Cédula de 1803 su jurisdicción fue trasladada al Virreinato de la Nueva Granada. Con el proceso independentista en las colonias hispanoamericanas, la Gran Colombia asumió la tutela nominal del territorio, sin embargo la República Federal de Centro América y sobre todo el Estado de Costa Rica, reclamaban las tierras al oeste del Escudo de Veraguas como parte de dicha nación y no como parte de la Gran Colombia.
El statu quo se mantuvo luego de la independencia de Panamá de España en 1821 y la posterior disolución de la Gran Colombia en 1830, en la que el istmo de Panamá se mantuvo bajo control de la República de la Nueva Granada. En ese momento, la Costa de Mosquitos se había convertido finalmente en un protectorado del Reino Unido con el nombre de Nación Misquita y tanto la Nueva Granada como Centroamérica no ejercían un poder de jure.

## Ocupación centroamericana
El 30 de mayo de 1836, temiendo una creciente influencia inglesa, Centroamérica proclamó bajo un decreto su autoridad sobre la zona meridional de la Costa de Mosquitos, en la isla de Bocas del Toro. Para ello, se llamó a Juan Galindo, explorador centroamericano que había intentado en vano detener la expansión inglesa en Belice, para que organizara una expedición hacia la zona que en ese entonces sólo estaba habitado entre 600 y 700 jamaiquinos súbditos a la Corona inglesa.
Al llegar a la zona, Galindo ocupó el sitio como el «distrito de Morazán» del estado de Costa Rica y designó a su padre Filemón como jefe político del distrito.

## Ocupación neogranadina
La Nueva Granada, al enterarse de la ocupación centroamericana en lo que consideraban parte de su territorio, envió una pequeña pero bien armada fuerza expedicionaria de dos buques y un destacamento de tropa liderada por el español Ildelfonso de Paredes a Bocas del Toro a finales de 1836. Las fuerzas neogranadinas llegaron a la isla de Bocas del Toro el 18 de diciembre de 1836, Paredes se encontró a Filemón Galindo y le reclamó los documentos donde éste se hacía proclamar autoridad centroamericana, pero como no tuvo prueba alguna obligó a Galindo que se retirara de la isla a través de la goleta inglesa Constanza, que se encontraba en el puerto, sin mayores consecuencias.
Posteriormente, el 21 de enero de 1837, Paredes notificó al Secretario General del Estado de Costa Rica sobre el suceso y pidió explicaciones ya que según él, Galindo amenazó a las fuerzas neogranadinas en nombre del gobierno de Centroamérica. Nueva Granada reforzó políticamente a Bocas del Toro a través del decreto del 26 de mayo de 1837, creando el cantón de Bocas del Toro dentro de la provincia de Veragua en la Nueva Granada. Posteriormente en 1843, la Nueva Granada creó el Territorio de Bocas del Toro, como una forma de reafirmar la soberanía e impedir el avance misquito y centroamericano, ya que para ese entonces la Nueva Granada veía imposible ejercer poder en gran parte de la Costa de Mosquitos.
El Estado de Costa Rica entonces pidió ayuda a los otros estados centroamericanos para recuperar Bocas del Toro, pero la respuesta fue nula debido a la inestabilidad política, y se convirtió finalmente en uno de los motivos de la separación de Costa Rica de la federación centroamericana en 1838. El hecho tuvo poca repercusión a nivel centroamericano, aunque para Costa Rica fue considerado como una «usurpación» o «invasión» por parte de Nueva Granada, que en ese entonces era visto como un país poderoso y al que la federación centroamericana no podía hacer frente.
Tras la independencia del Estado Libre del Istmo de la Nueva Granada en 1840, Costa Rica negoció con el nuevo país a través de un tratado en el que reconocía la independencia del istmo a cambio de reservarse el derecho de reclamar sobre la región de Bocas del Toro y poner la línea divisoria entre ambos países en el Escudo de Veraguas; pero tras la reincorporación del istmo a la Nueva Granada en 1842, jamás se pudo cristalizar el traspaso. Costa Rica siguió reclamando la titularidad de Bocas del Toro, y nuevamente logró ocuparlo brevemente por unos días durante la Guerra de Coto de 1921, hasta la definición de la frontera con Panamá, a través del Tratado Arias-Calderón Guardia en 1941.